# 日本の太極拳
日本の太極拳（にほんのたいきょくけん）では、日本国内で発祥した太極拳について記述する。
この主旨から中国から伝来した制定拳や伝統拳については記述しない。

## 概要
日本に太極拳が伝えられた明確な時期は不明である。近代になり中国との交流が盛んになった以降の時期に、おそらく昭和の初期には日本に伝来していたものと考えられる。
戦争事変の期間及び中国国内の内戦の期間は太極拳のみならず、両国の文化的な交流は一旦は途絶えた状態となった。
昭和の中期に中国で編纂された簡化二十四式太極拳をアレンジした太極拳を広めたのが、現在の健康太極拳の創始者である楊名時である。
開放改革路線で中国の市場が開放されると日本から武術を学ぶために中国へ留学する者や、日本に太極拳を広めようと考え来日する中国人が増え、今や中国の太極拳の流派のほとんどが日本国内に道場を持つまでになった。
このような状況の中で、中国のそのままの太極拳ではなく日本人の体格・精神あるいは国情に応じた太極拳が、日本でも編纂された。
編纂された太極拳のすべてではないが、現在広く普及活動や出版がなされている流派について記述する。

## 特徴
日本で発祥した太極拳には競技性あるいは武術性がない。
中国の制定拳には競技性、あるいは伝統拳には武術性が強く保持されている。
日本における太極拳は武術としてではなく、健康の保持のための体操という側面が強調され受容された。この影響のために日本で編纂された太極拳の形についても、健康に寄与増進するという面が強調されている。
松濤館流空手道の師範であった楊名時が編纂した楊名時太極拳においても、ほとんど武術性はない。
一般に試合などもなく大会等はあっても、それは自分が所属する団体の演武を披露する場となっており、優劣をつけたり得点を争うようなことはない。
神社仏閣の例祭の際に奉納演武のひとつとして奉納されることがある。そのほかの武道とともに演武の一部として奉納されているので、一般には武道の一部として見なされており、また太極拳の団体もそれを自認しているとも言える。こうした面が太極拳の位置を不明確にしているのかもしれない。

## 流派及びご当地太極拳

### 流派

#### 健康太極拳
楊名時が日本で創始した太極拳である。1956年（昭和31年）に中国国家体育委員会が編纂した簡化二十四式太極拳の動作表を見て、自分自身の故郷である山西省五台県で学んだ武術と日本で学んだ松涛館流空手道の術理でこれを解釈したものである。これを楊名時太極拳あるいは、単に二十四式太極拳と称している。
制定拳に比べると動作がよりゆっくりとしている。
健康太極拳と言う場合は、二十四式太極拳と八段錦を合わせて呼称している。
体を締め付けることなく、ゆったりとしているという理由で空手着を着て稽古を行う。
現在の教室では多くの場合、音楽を流して形を行うが、楊名時自体は音楽を用いることには非常に批判的であった。
現在日本国内でもっとも多くの会員がいる流派であり、日本武術太極拳連盟の会員よりも多い。
ＮＰＯ法人日本健康太極拳協会に属する団体とＮＰＯ法人太極拳養心会に属する団体があるが、同じ形を稽古している。
ＮＰＯ法人帯津良一 場の養生塾でも、楊名時太極拳の教授を行っている。
ＮＰＯ法人帯津良一 場の養生塾では、楊名時太極拳のほかに、らくらく十式太極拳の教授も行っている。

#### メディカル気功太極拳
外山恵美子が編纂した太極拳である。
外山は中国の北京中医薬大学で保健気功及び医療気功を学んで帰国した。
帰国後、気功を臨床に生かす活動をしている。
日本の住環境や生活のリズムに合わせたメディカル気功太極拳を編纂し、普及に努めている。
メディカル気功太極拳は５分間で畳一畳できるように編纂されており、無理なく高年齢になっても継続できるように配慮されている。
NPO法人心とからだの研究会に所属する団体で稽古することができる。

### ご当地太極拳
地方公共団体が主に高齢者の健康維持や介護予防を目的として編纂したものである。

#### 介護予防太極拳（ひまわりタイチ）
北九州市が、北九州市武術太極拳連盟の協力を得て編纂した北九州市独自の太極拳である。
十二式太極拳とも称する。
愛称のひまわりタイチの「ひまわり」は北九州市の花からきている。
太極拳の代表的な動作のうち、高齢者にも無理なくできる動作を取り出し編纂されている。
立って行っても座って行ってもいいようになっている。
太極拳の風格を大切に編纂したとの文言が北九州市のホームページにある。

#### 太極拳ゆったり体操
福島県喜多方市が福島県立医科大学公衆衛生学講座の安村誠司教授及び福島県立会津保健所と協働して編纂した太極拳である。
高齢者の身体機能の衰えの予防や機能の回復を目的として平成19年から普及活動を行っている。
太極拳ゆったり体操１（入門編）・太極拳ゆったり体操２（ステップアップ編）及び太極拳ゆったり体操（短縮版）の三種類の形あり、それぞれ立位と座位がある。
喜多方市では、太極拳ゆったり体操の指導員の養成のための講習会を実施している。
喜多方市在住者の場合には、「サポーター（支援員）」→「サブリーダー（副指導員）」→「リーダー（指導員）」という段階で認定試験を経て昇格するようになっている。
喜多方市以外での普及活動に従事する場合には、「サポーター（支援員）」→「エリアパートナー（地域連携員）」という昇格になる。
エリアパートナー（地域連携員）になるためには、サポーターステップアップ講習を喜多方市で受講する必要がある。
資格制度がしっかり整備されているために資格を取得した者が、喜多方市外の健康太極拳や武術太極拳の教室で後期高齢者を対象に太極拳ゆったり体操の指導を行なっている。

#### ふくまる太極拳
大阪府池田市が編纂した太極拳である。
座位の初心者用・初級編・中級編及び上級編の４つの形がある。

#### カラコロ太極拳体操
島根県松江市が松江市太極拳協会の協力を得て編纂した太極拳の形である。
座位及び立位のどちらでも行えるように工夫されている。
ご当地健康体操100選の４９番に登録されている。